# Jean Rougeul
Jean René Pierre Rougeul (Rennes, 22 ottobre 1905 – Parigi, 30 maggio 1978) è stato un attore, regista e critico cinematografico francese.

## Biografia
Negli anni trenta fece parte del Gruppo Ottobre e aderì al movimento surrealista. Nel dopoguerra divenne critico cinematografico della rivista L'Écran français. Si trasferì successivamente in Italia per lavorare con Federico Fellini, interpretando il personaggio dell'intellettuale "Carini" in 8½. Negli anni settanta diresse il suo unico film, L'homme à la voiture blanche. Nel corso della sua carriera artistica fu paroliere di alcuni brani di Henri Crolla.

## Filmografia parziale

### Cinema
- La cuccagna, regia di Luciano Salce (1962)
- 8½, regia di Federico Fellini (1963)
- I mostri, regia di Dino Risi (1963)
- Via Veneto, regia di Giuseppe Lipartiti (1964)
- I tre volti, regia di Michelangelo Antonioni, Mauro Bolognini e Franco Indovina (1965)
- Il compagno don Camillo, regia di Luigi Comencini (1965)
- Tom Dollar, regia di Marcello Ciorciolini (1967)
- La morte ha fatto l'uovo, regia di Giulio Questi (1968)
- Galileo, regia di Liliana Cavani (1968)
- L'uomo venuto dal Kremlino (The Shoes of the Fisherman), regia di Michael Anderson (1969)
- I ragazzi del massacro, regia di Fernando Di Leo (1969)
- Colpo di stato, regia di Luciano Salce (1969)
- Noi donne siamo fatte così, regia di Dino Risi (1971)
- Armiamoci e partite!, regia di Nando Cicero (1971)
- Giù la testa, regia di Sergio Leone (1971)
- Il caso Mattei, regia di Francesco Rosi (1972)
- Don Camillo e i giovani d'oggi, regia di Mario Camerini (1972)
- Sbatti il mostro in prima pagina, regia di Marco Bellocchio (1972)
- Il caso Pisciotta, regia di Eriprando Visconti (1972)
- Mordi e fuggi, regia di Dino Risi (1972)
- Per amare Ofelia, regia di Flavio Mogherini (1974)
- Il giardino dei supplizi (Le Jardin des supplices), regia di Christian Gion (1976)

### Televisione
- La famiglia Benvenuti, regia di Alfredo Giannetti (1968) - serie TV, un episodio

## Doppiatori italiani
- Alberto Bonucci in 8½
- Gianni Bonagura in Il compagno di don Camillo
- Bruno Persa in Tom Dollar
- Gianni Marzocchi in Per amare Ofelia